# Henri Delarge
Henri Marie Hubert Delarge (Schaarbeek, 1 november 1888 - onbekend) was een Belgische atleet, die gespecialiseerd was in het hoogspringen en het hordelopen. Hij veroverde één Belgische titel.

## Biografie
In 1914 werd Delarge Belgisch kampioen hoogspringen. Hij was aangesloten bij Excelsior Sports Club en was de broer van de atleten Gérard, Fritz en Jean Delarge.

## Belgische kampioenschappen
| Onderdeel    | Jaar |
| ------------ | ---- |
| hoogspringen | 1914 |

## Palmares

### hoogspringen
- 1913:  BK AC - 1,68 m
- 1914:  BK AC - 1,70 m

### 110 m horden
- 1914:  BK AC